# اینرو

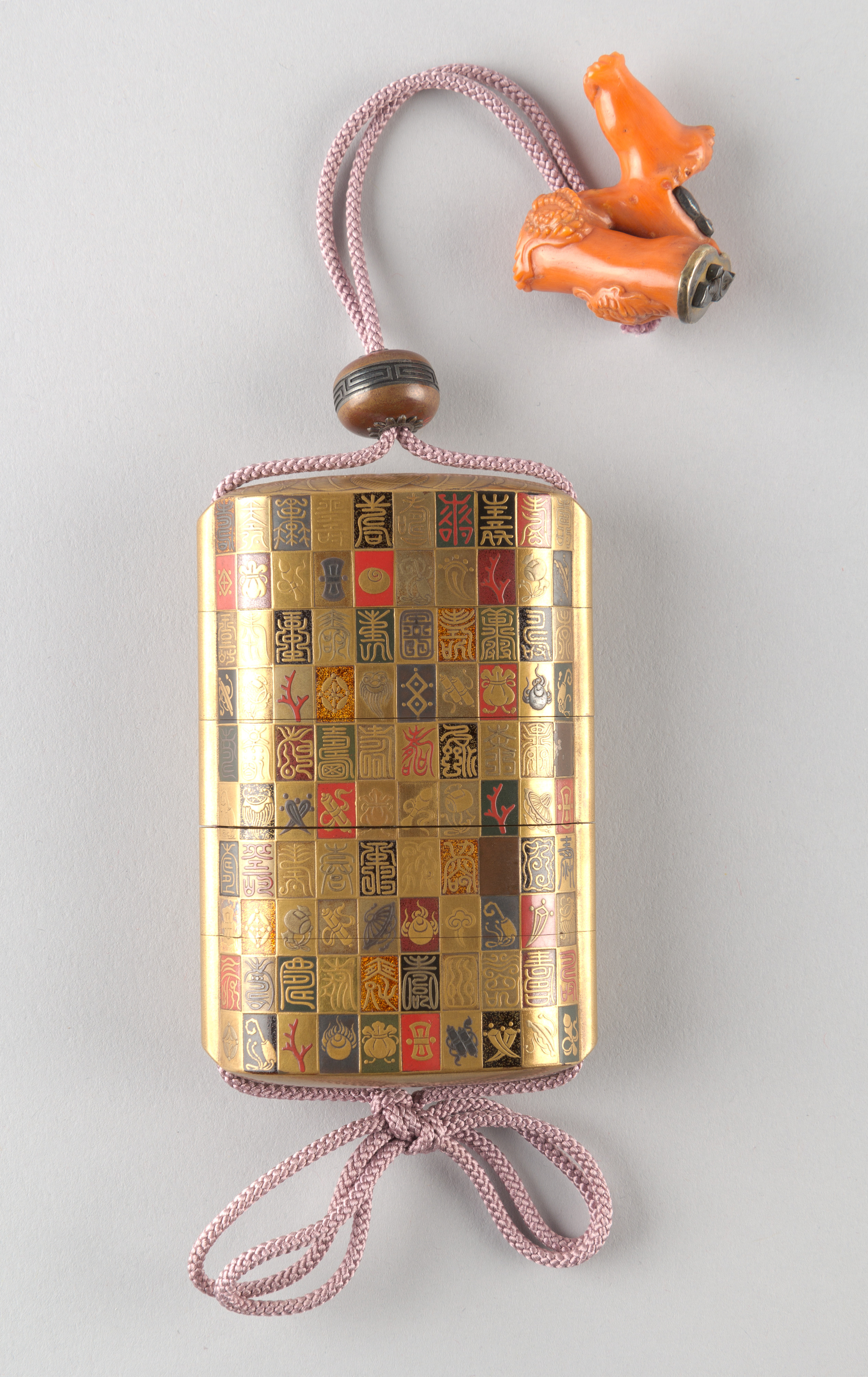
اینرو با علائمی برای ماندگاری و خوش‌بختی و «هفت گنجینه خوش‌شانسی» در زمینه شطرنجی، دوره ادو، قرن ۱۸، نمایشگاه متروپولیتن نیویورک

اینرو (به انگلیسی: Inro) (به ژاپنی: 印籠) یک محفظه سنتی ژاپنی برای نگهداری اشیا کوچک است که از اوبی که هنگام پوشیدن کیمونو دور کمر از آن استفاده می‌شود، معلق است.
آنها اغلب با مواد مختلفی مانند لاک و فن‌های مختلف مانند مَکیی (maki-e) بسیار تزئین می‌شوند و تزئینات بیشتری نسبت به سایر ظروف لاکی ژاپنی دارند.
از آنجا که لباس سنتی ژاپن فاقد جیب بود، اشیاء اغلب با آویختن آنها از روی اوبی در ظروف معروف به ساژمونو (sagemono) حمل می‌شدند. ساژمونو بیشتر برای محتویات تخصصی مانند تنباکو، چپق‌ها، قلم‌نی و جوهر نوشتن ایجاد شده است، اما نوع معروف به اینرو برای حمل چیزهای کوچک مناسب است و در دوره سنگوکو (۱۶۱۵-۱۴۱۵) به عنوان مهر هویت قابل حمل و یا ظرف دارویی برای سفر ایجاد شده است.
در اواسط دوره ادو (۱۸۶۸-۱۶۰۳)، اینرو به عنوان لوازم جانبی مردانه محبوب شد و بازرگانان ثروتمند از کلاس‌های چونین و سامورایی، اغلب اینرو که تزئین زیبایی با لاک داشت را جمع می‌نمودند. با فن توسعه‌یافته از اواخر دوره ادو تا دوره میجی (۱۹۱۲-۱۸۶۸) و افزایش ارزش هنری اینرو، اینرو دیگر به عنوان لوازم جانبی مورد استفاده قرار نمی‌گرفت و به عنوان یک شی هنری برای جمع‌آوری در نظر گرفته می‌شد.
اصطلاح «inro» ترکیبی از «in» به معنی مُهر و «rō » به معنی سبد است.

## توضیحات
اینرو با یک جعبه کوچک و تودرتو، بیشتر برای حمل دارو استفاده می‌شد. دو سر ریسمان از سوراخ‌های دو طرف جعبه‌ها و از پایین به بالا عبور کرده و در قسمت بالا همزمان از یک مهره آجیمه عبور می‌کنند. وظیفه آجیمه نگه‌داشتند جعبه‌ها در کنار هم است و با بالا و پایین کردن آن می‌توان جعبه‌ها را باز و یا بسته نگه داشت. دو سر انتهایی ریسمان به یک نِتسوکه متصل می‌شوند. نِتسوکه همانند یک قلاب برای آویختن اینرو می‌باشد، فقط کافی است که نِتسوکه را از پایین اوبی و کیمونو عبور داده و در بالای اوبی و کیمونو قرار دهیم.
اینرو بیشتر از کاغذ، چوب، فلز یا عاج ساخته می‌شود که متداول‌ترین مواد آن کاغذ است. کاغذ اینرو از پیچ و تاب دادن و سخت شدن لایه‌های زیادی از کاغذ واشی با لاک ساخته می‌شوند. کاغذ یک ماده محبوب برای اینرو بود زیرا برخلاف چوب، با گذشت زمان ترک نمی‌خورد.
تزئینات اینرو معمولاً با طرح لاکی تزئین می‌شود، اینرو با تولید گران‌قیمت شامل مَکیئ (Maki-e)، رادن (Raden)، خاتم‌کاری عاج و ورقه‌های فلزی است. اگرچه آجیمه و نِتسوکه بیشتر از ظرفیت تزئینی تکامل یافتند، اما اینرو از آنجا که از موارد کاملاً منفعت‌گرا به اشیاء با هنر عالی و استادکاری عظیم تبدیل شده بود، عملکرد خود را حفظ کرد.
برای مدتی در دوره ادو، از اینرو به عنوان نمادی از قدرت نیز استفاده می‌شد. امروزه، در میان داوران سومو (Sumo) که گیوجی (Gyōji) نامیده می‌شوند، فقط گیوجی‌های درجات بالاتر مجاز به استفاده از اینرو هستند.
امروزه بسیاری از اینروها در نمایشگاه هنر متروپولیتن، نمایشگاه بریتانیا و نمایشگاه ویکتوریا و آلبرت جمع‌آوری می‌شوند. از آنجا که اینرو در بین مجموعه‌داران خارجی محبوب بود، تعداد کمی از با کیفیت‌ترین اینروها از اواخر دوره ادو تا دوره میجی در ژاپن ساخته و نگه‌داری می‌شد.
اما ماسایوکی موراتا (Masayuki Murata) پس از قرن ۲۱ و امروز نمایشگاه کیومیزو سانِنزاکا (Kiyomizu Sannenzaka Museum) که او مدیریت می‌کند و دارای بالاترین کیفیت اینرو است به طور فعال آنها را جمع‌آوری می‌کند.

امروزه اینرو توسط چند صنعتگر ساخته می‌شود. بهترین روش لاک‌زدن از اواخر دوره ادو تا دوره میجی، به ویژه فن اینرو، تقریباً در غرب‌زدگی سبک زندگی ژاپنی از بین رفته بود. با این حال، در سال ۱۹۸۵ صنعتگر لاک، تاتسو کیتامورا (Tatsuo Kitamura) استودیوی خود اونریوآن (Unryuan) را راه‌اندازی کرد و موفق به بازآفرینی آنها شد. آثار لاکی وی در نمایشگاه ویکتوریا و آلبرت و نمایشگاه هنرهای معاصر قرن بیست‌و‌یکم، کانازاوا جمع‌آوری شده و یکی از اشیاء مجموعه ثروتمندان جهان است. امروزه اینرو به ندرت به عنوان لوازم جانبی کیمونو استفاده می‌شود، اما در مجموعه‌داران سراسر جهان وجود دارند.

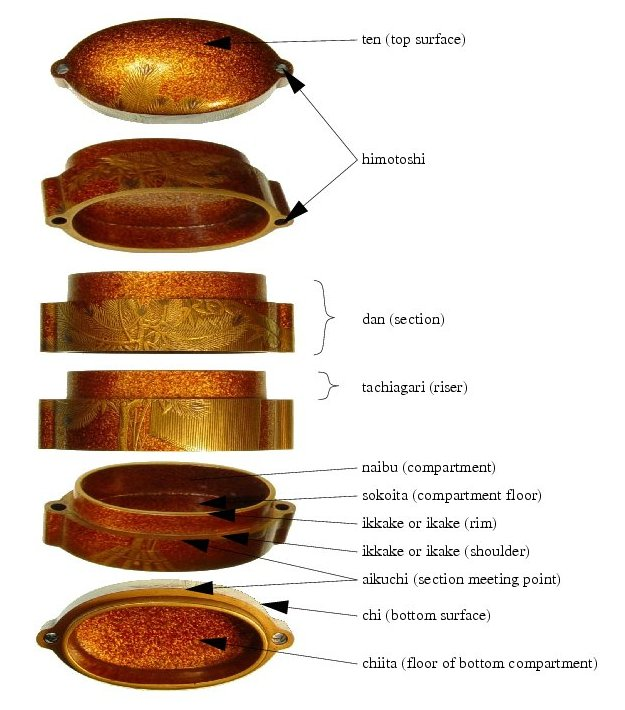
اجزای اینرو
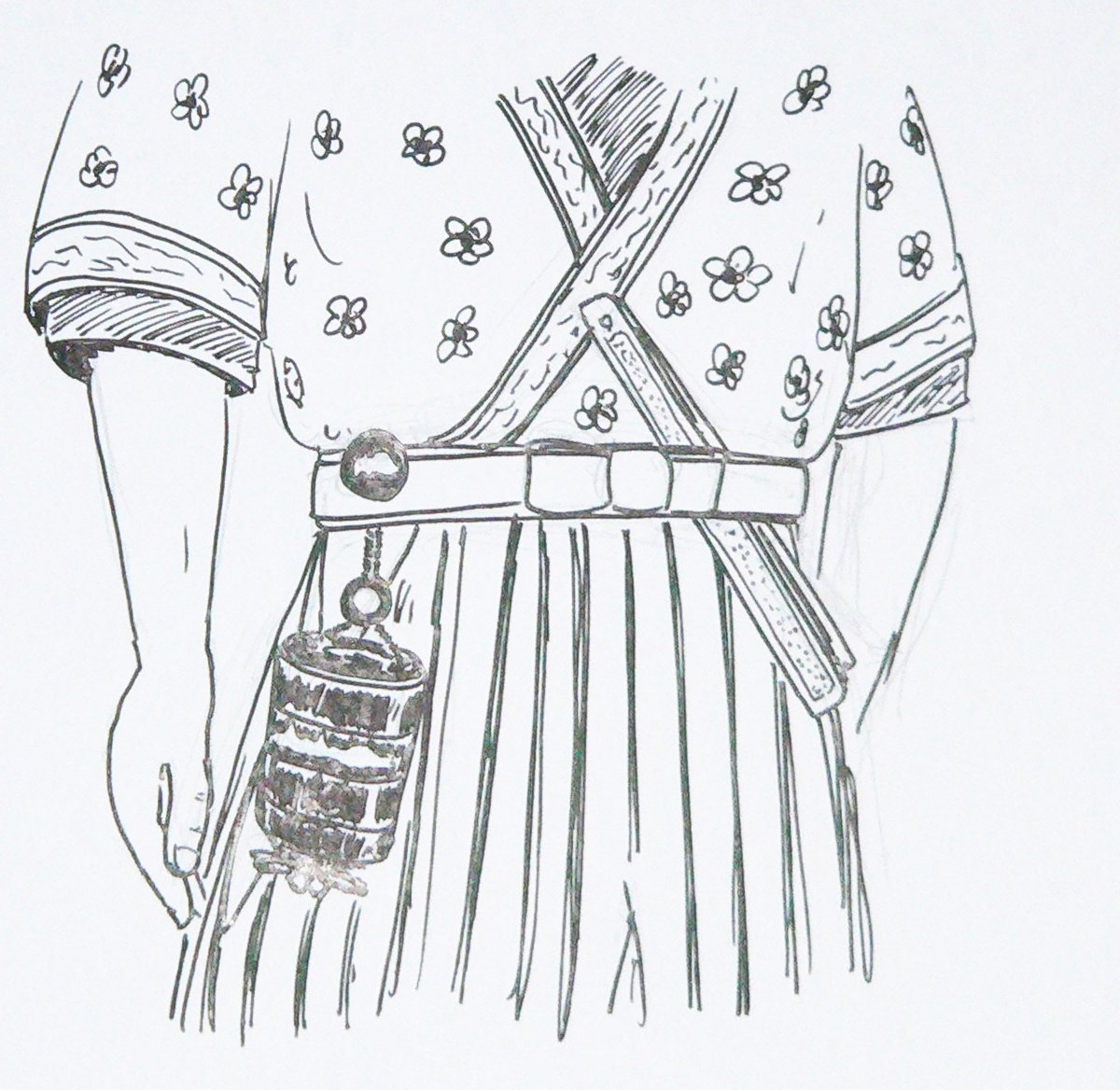
یک اینرو توسط نِتسوکه به حالت آویز درآمده و آجیمه را نگه داشته است.
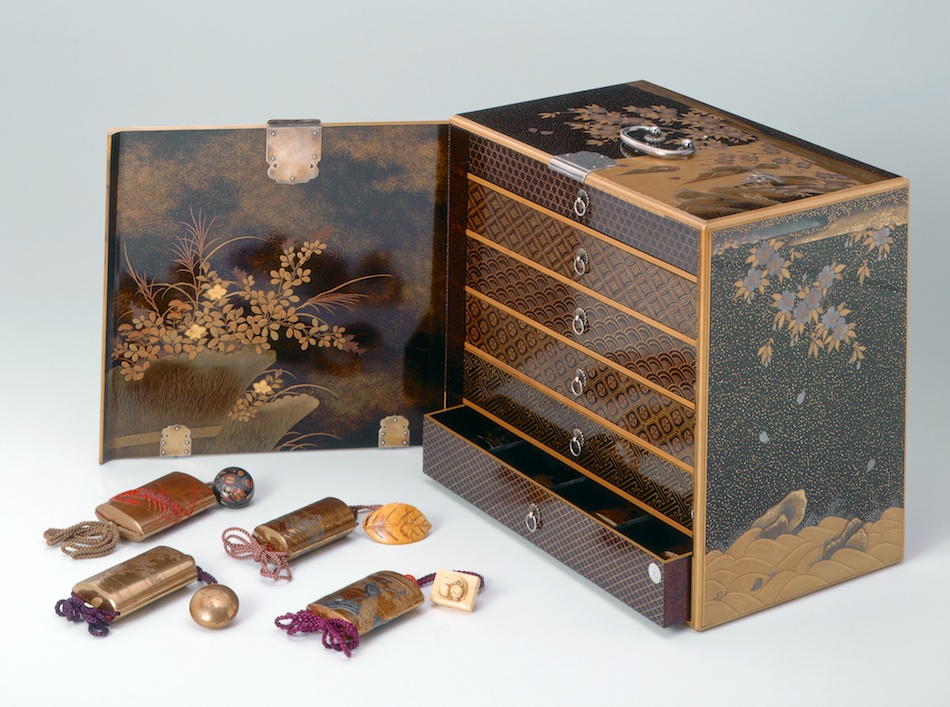
کابینت اینرو با طراحی آبشار در لاک مَکیئ، دوره ادو یا میجی، قرن نوزدهم
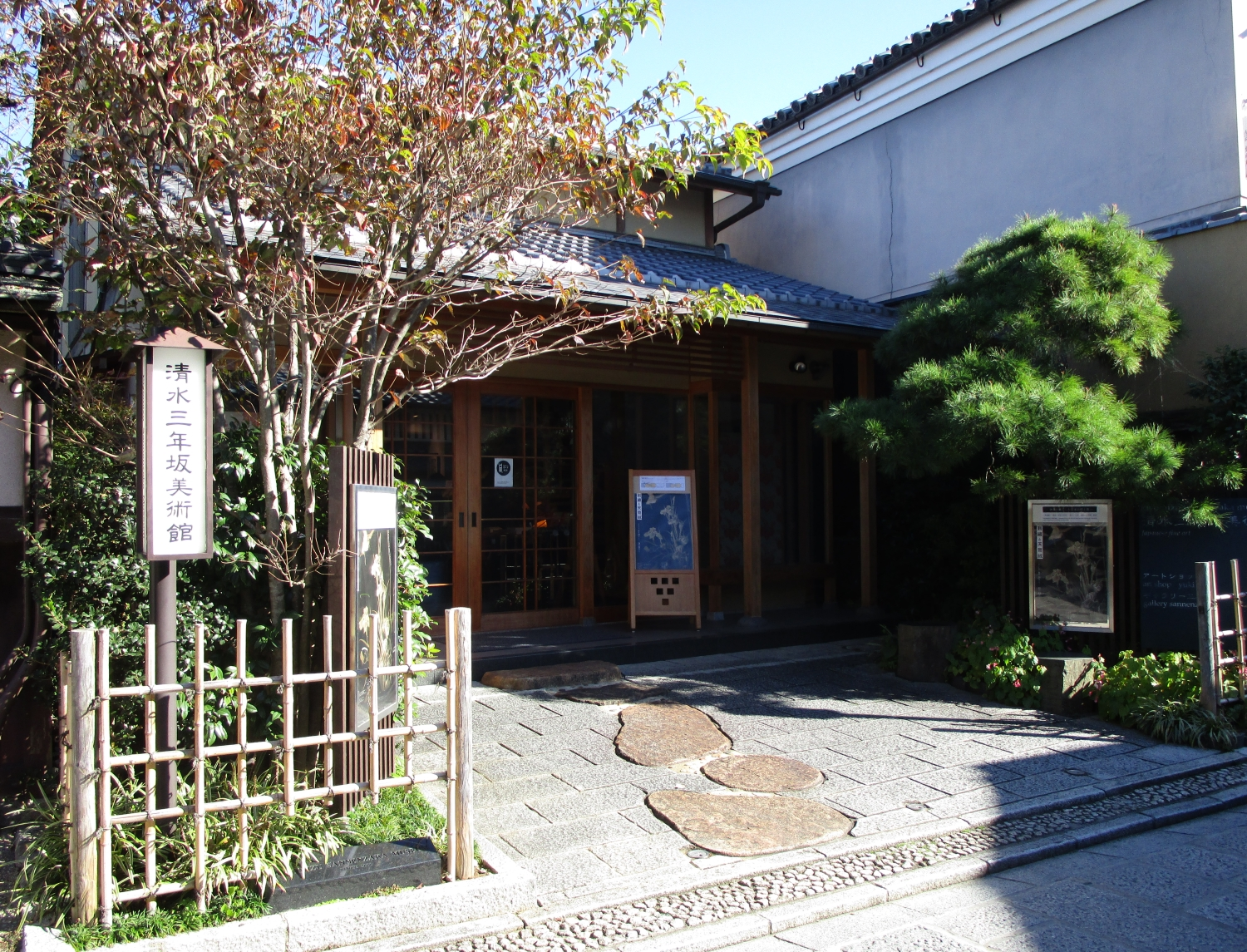
نمایشگاه کیومیزو ساننزاکا (Kiyomizu Sannenzaka Museum)

## نگارخانه

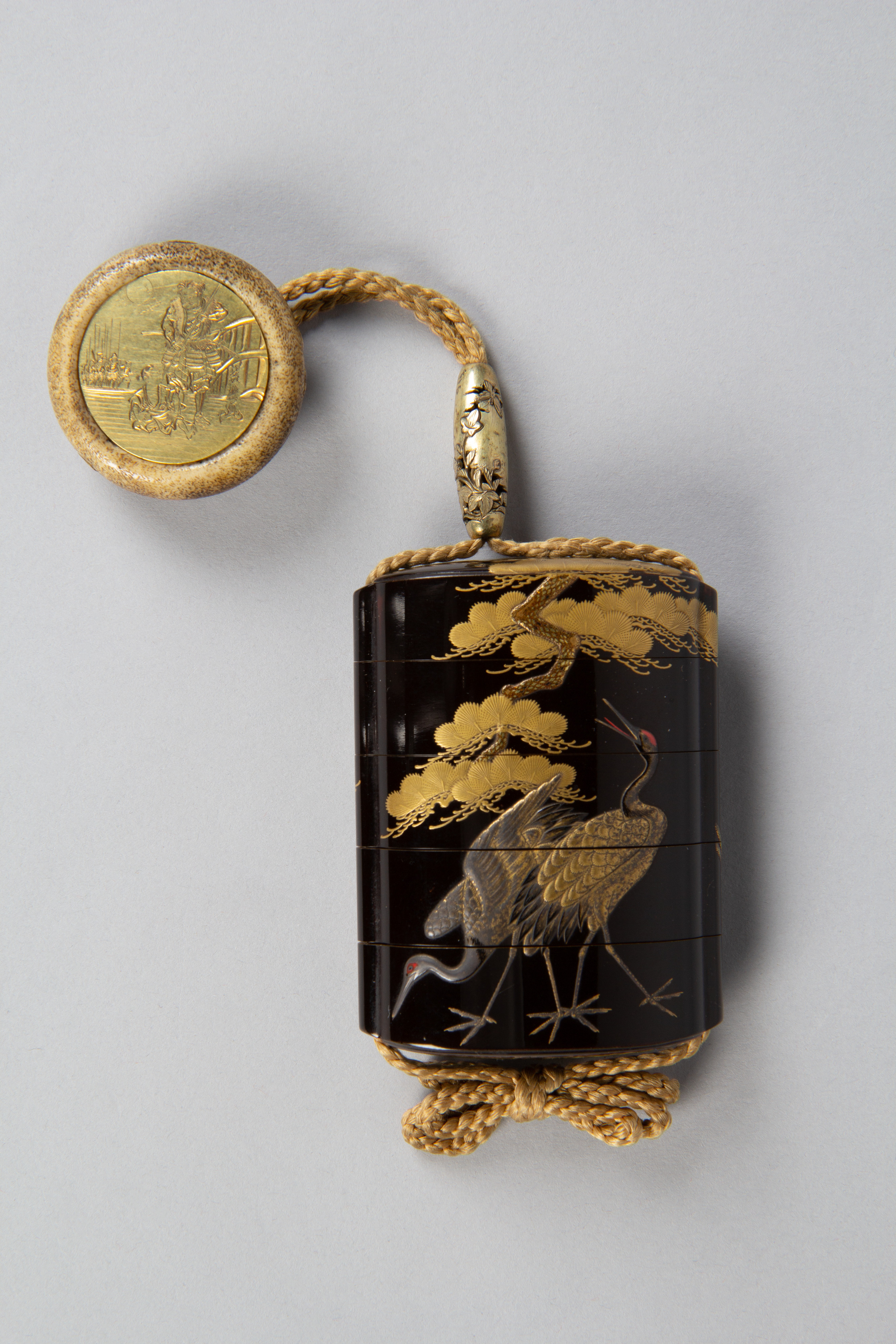
اینرو با طراحی درناها که در زیر درخت کاج ایستاده‌اند و نِتسوکه با تصویر یوشی‌تسونه و بنکی، دوره ادو، قرن هجدهم
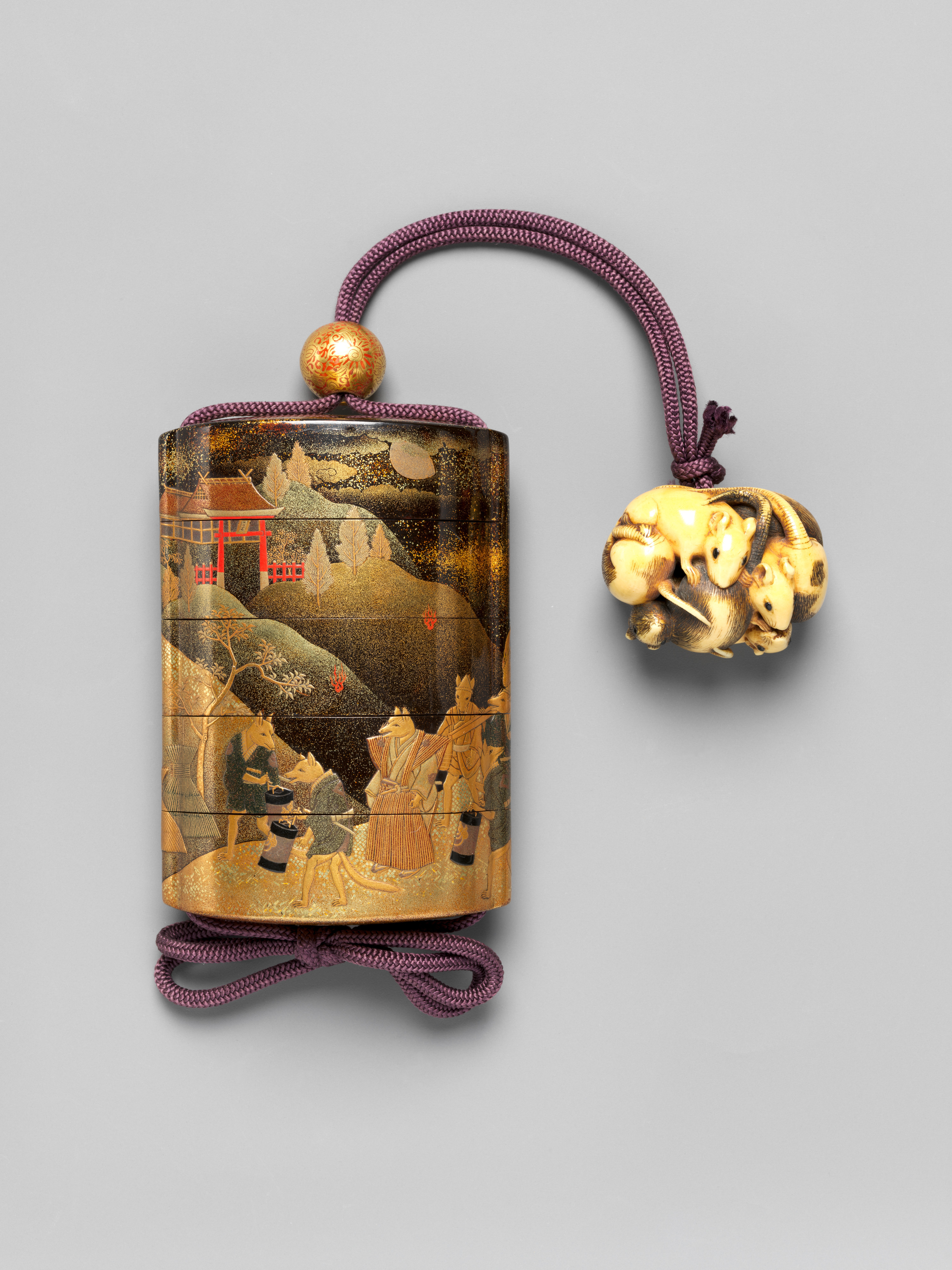
اینرو با عروسی روباه‌ها (Kitsune no yomeiri). دوره ادو، اواخر قرن ۱۸ و اوایل قرن ۱۹
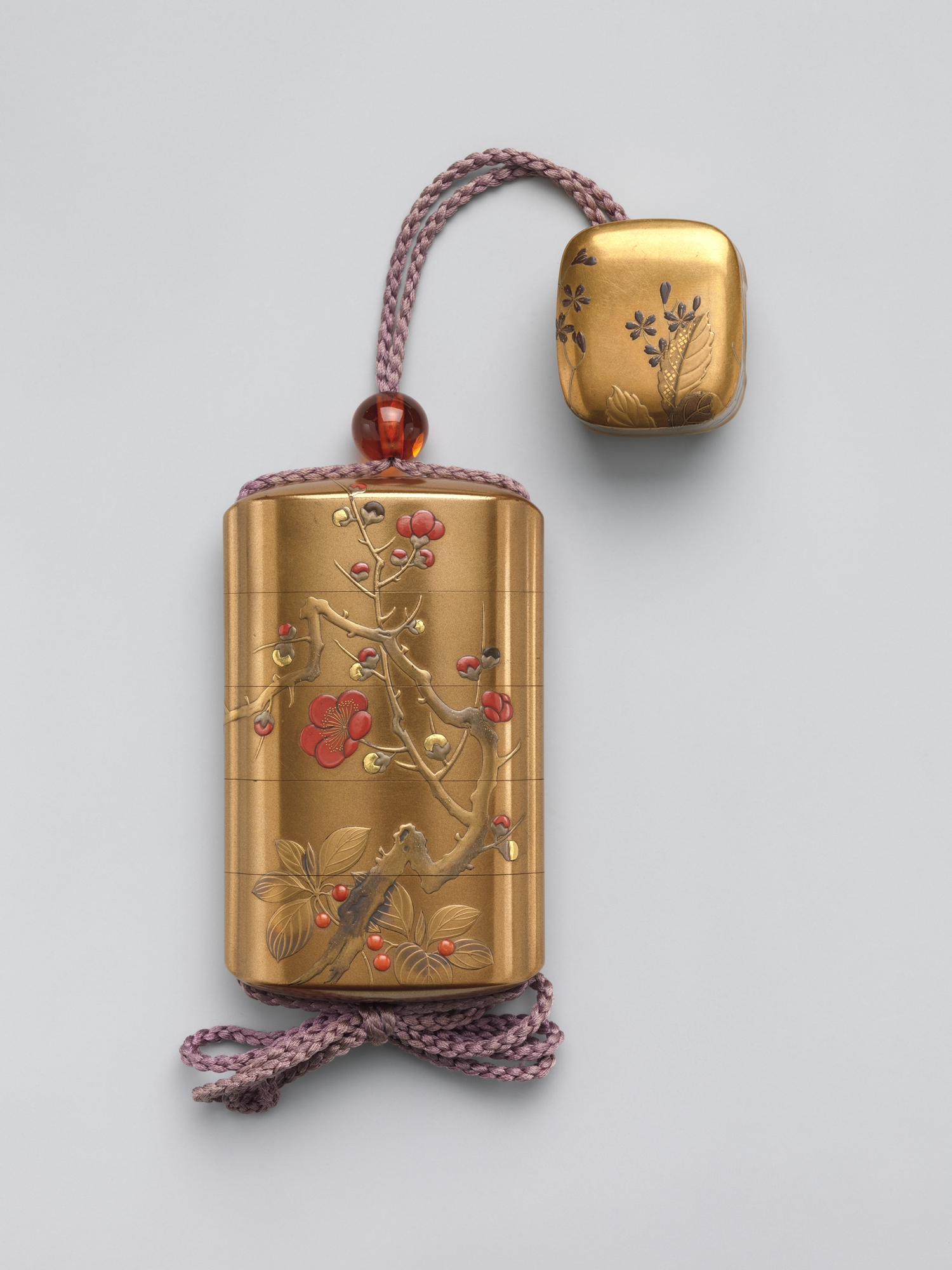
اینرو با طراحی شکوفه آلو، ساخته هارا یویسای و ساکای هویتسو، دوره ادو، اوایل قرن نوزدهم
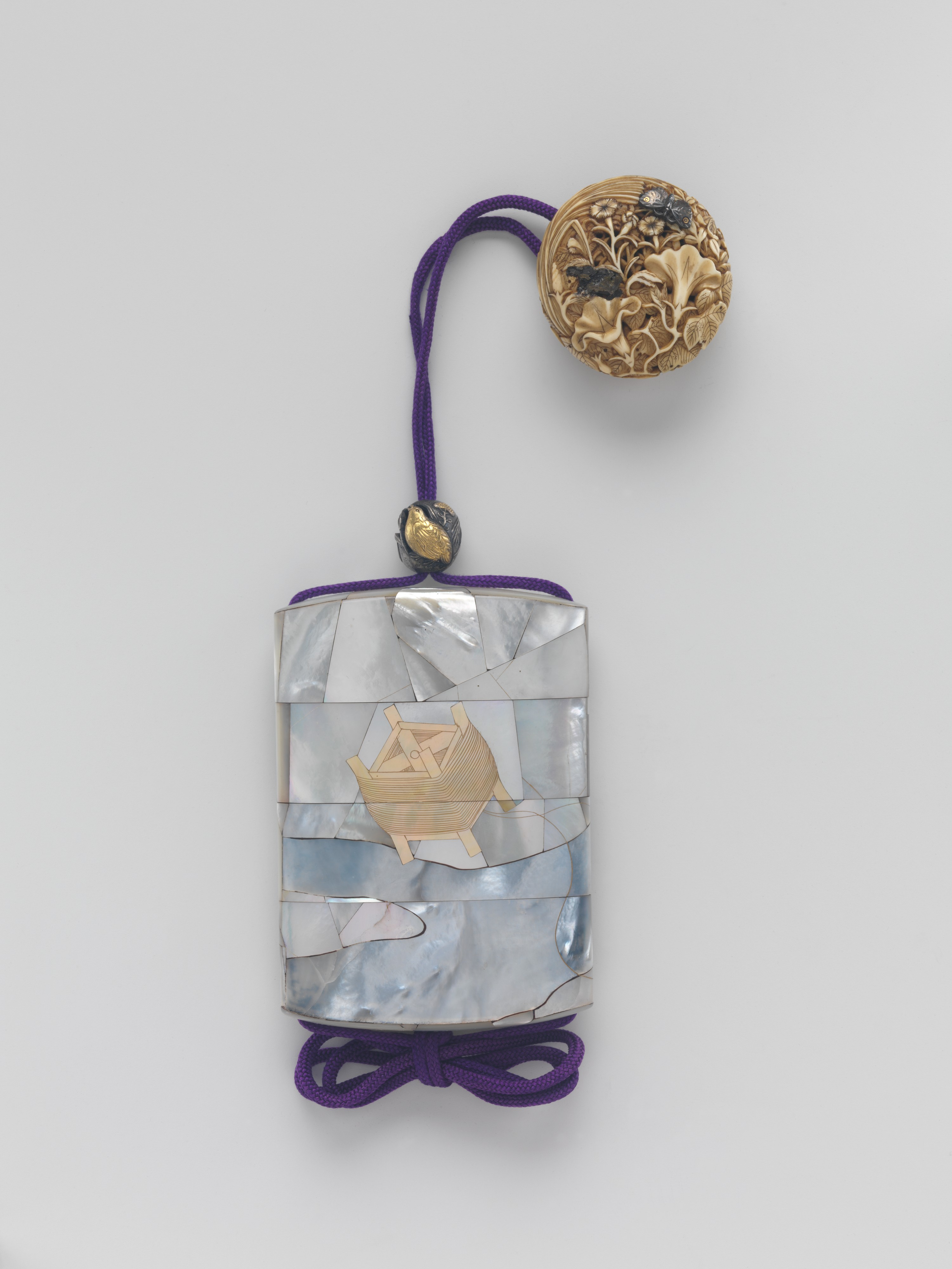
اینرو با تاناباتا داستان بافنده و پسر گله، ساخته نامورا کیوکاکو، دوره ادو، اوایل قرن ۱۹
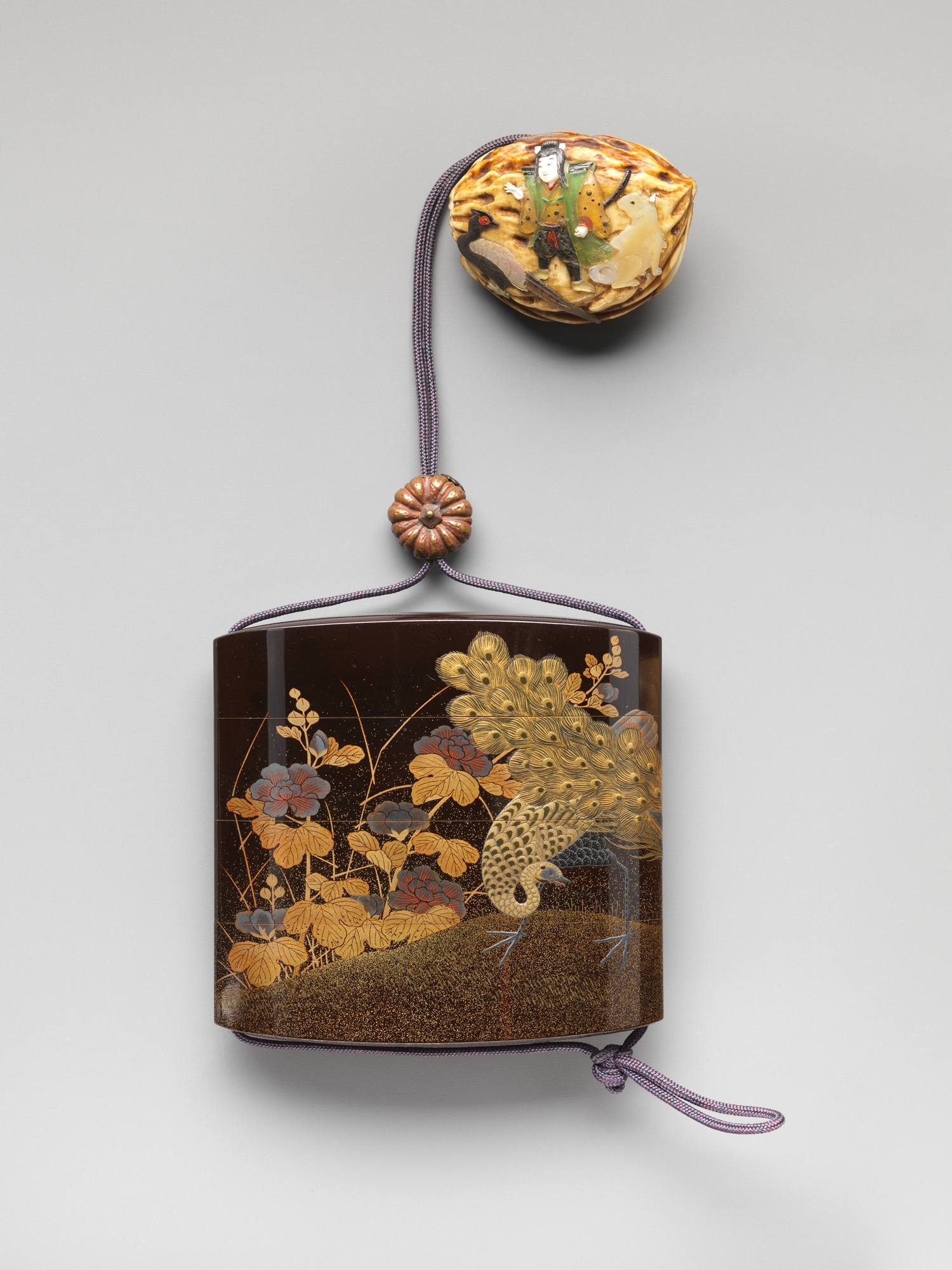
اینرو با طاووس‌ها و گل‌ها، ساخته کوما یاسوتادا، دوره تدو، قرن ۱۹
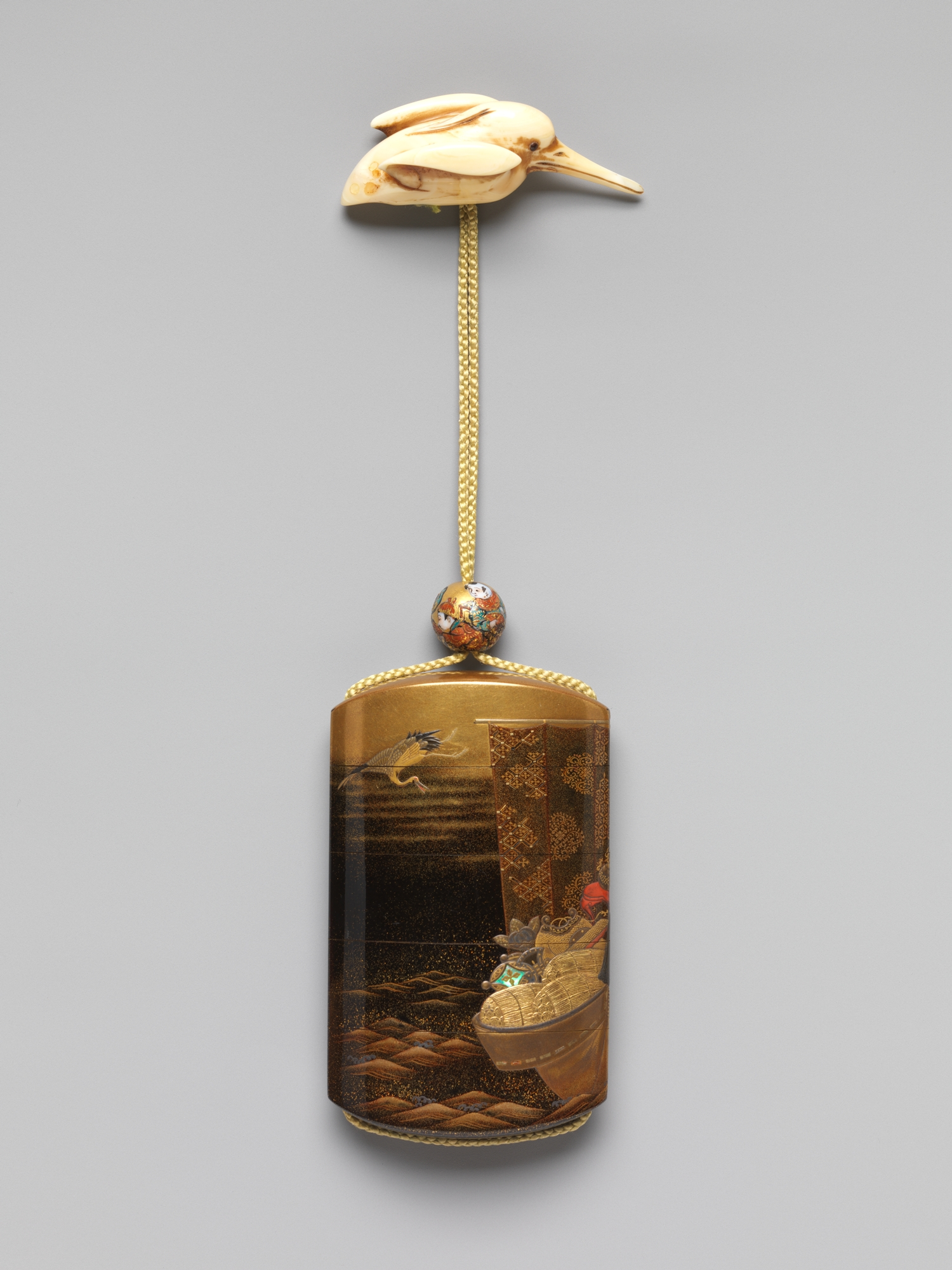
اینرو با قایق گنجینه (Takarabune)، توسط کاجیکاوا بونریوزای، دوره ادو، قرن ۱۹
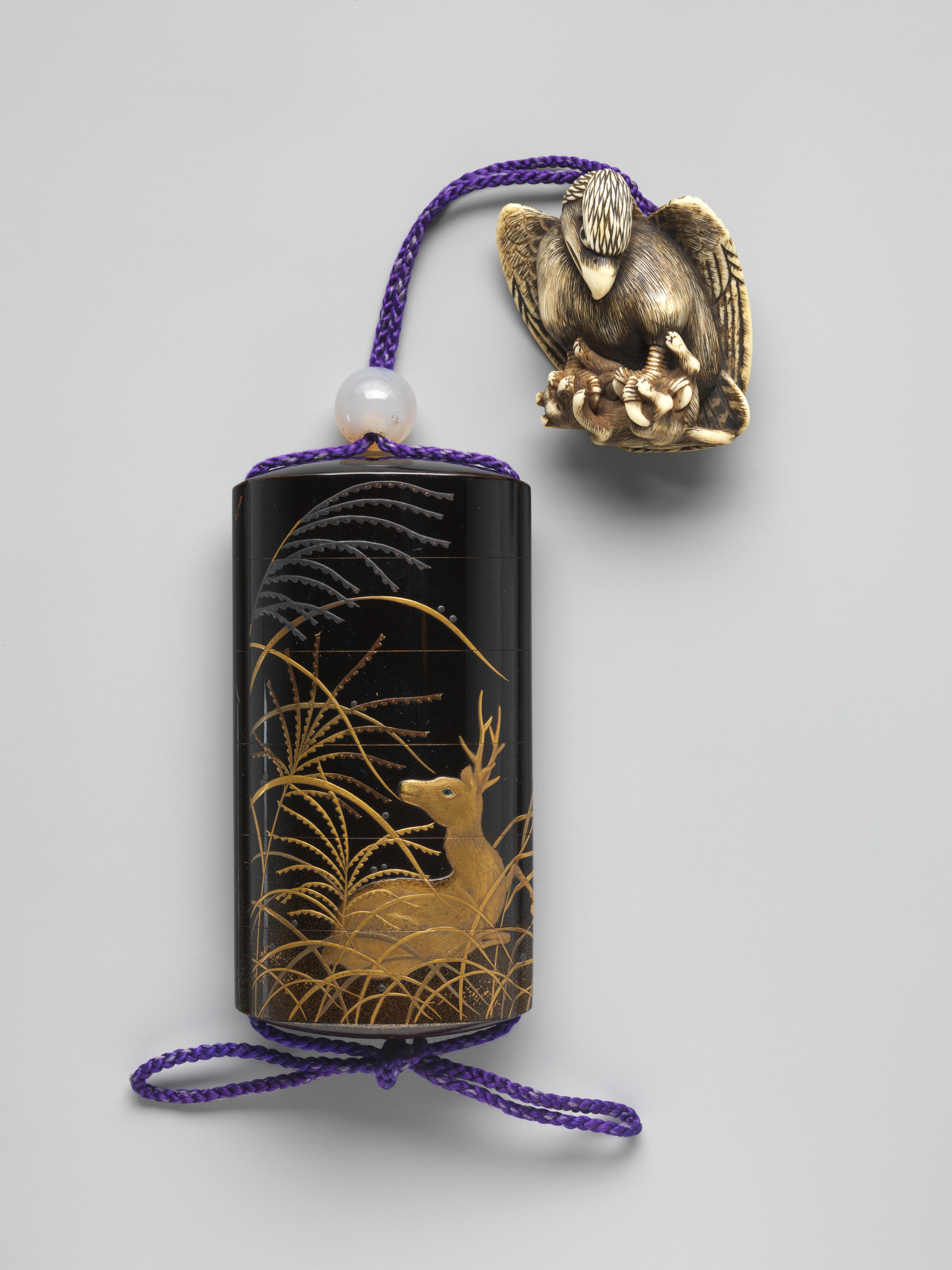
اینرو با طراحی علف نی و گوزن. نِتسوکه عقابی است که گوزن را شکار می‌کند، دوره ادو، قرن ۱۹
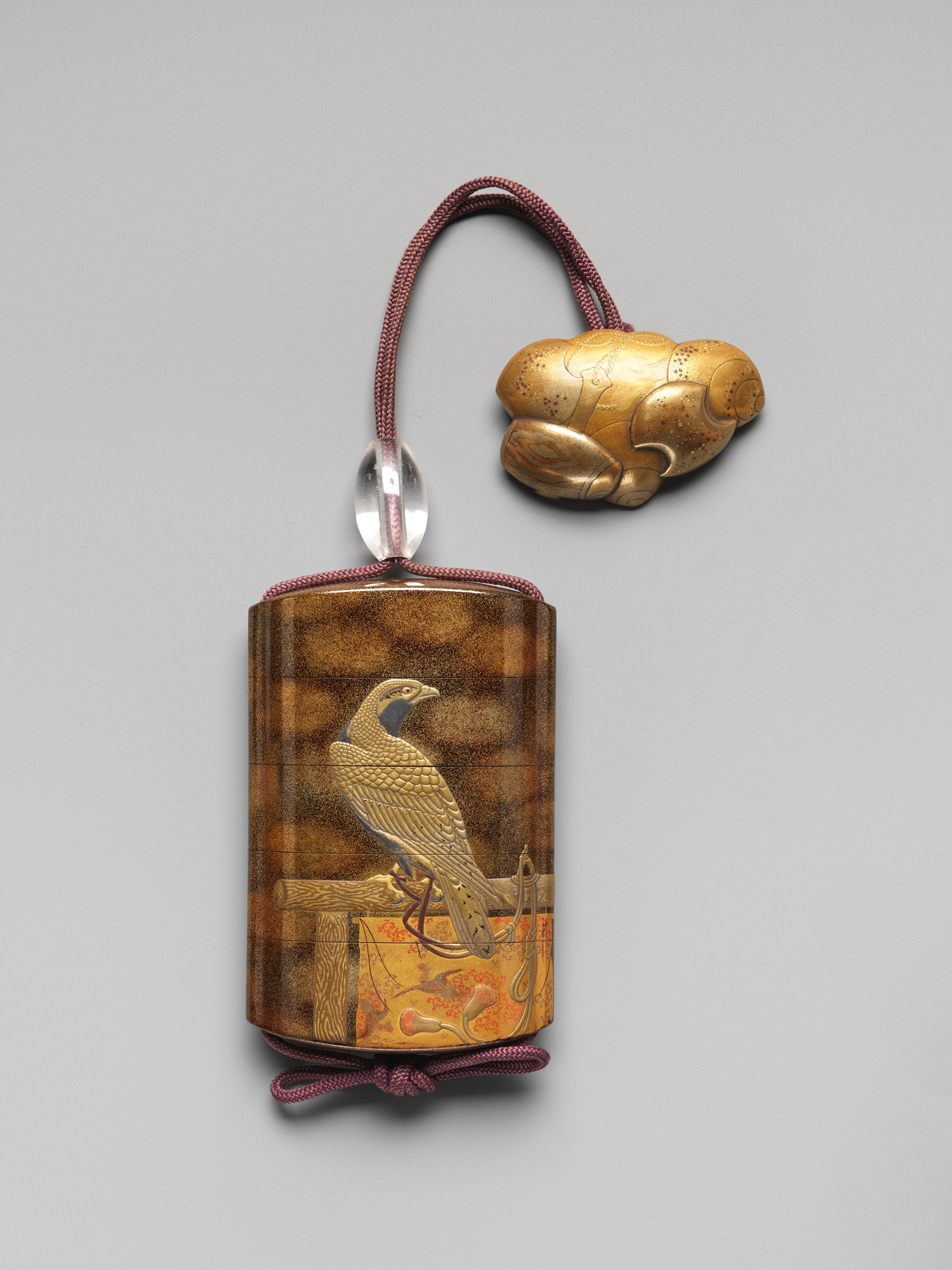
اینرو با طراحی دو شاهین بر روی ملافه‌های منگوله‌دار، دوره ادو، قرن ۱۹
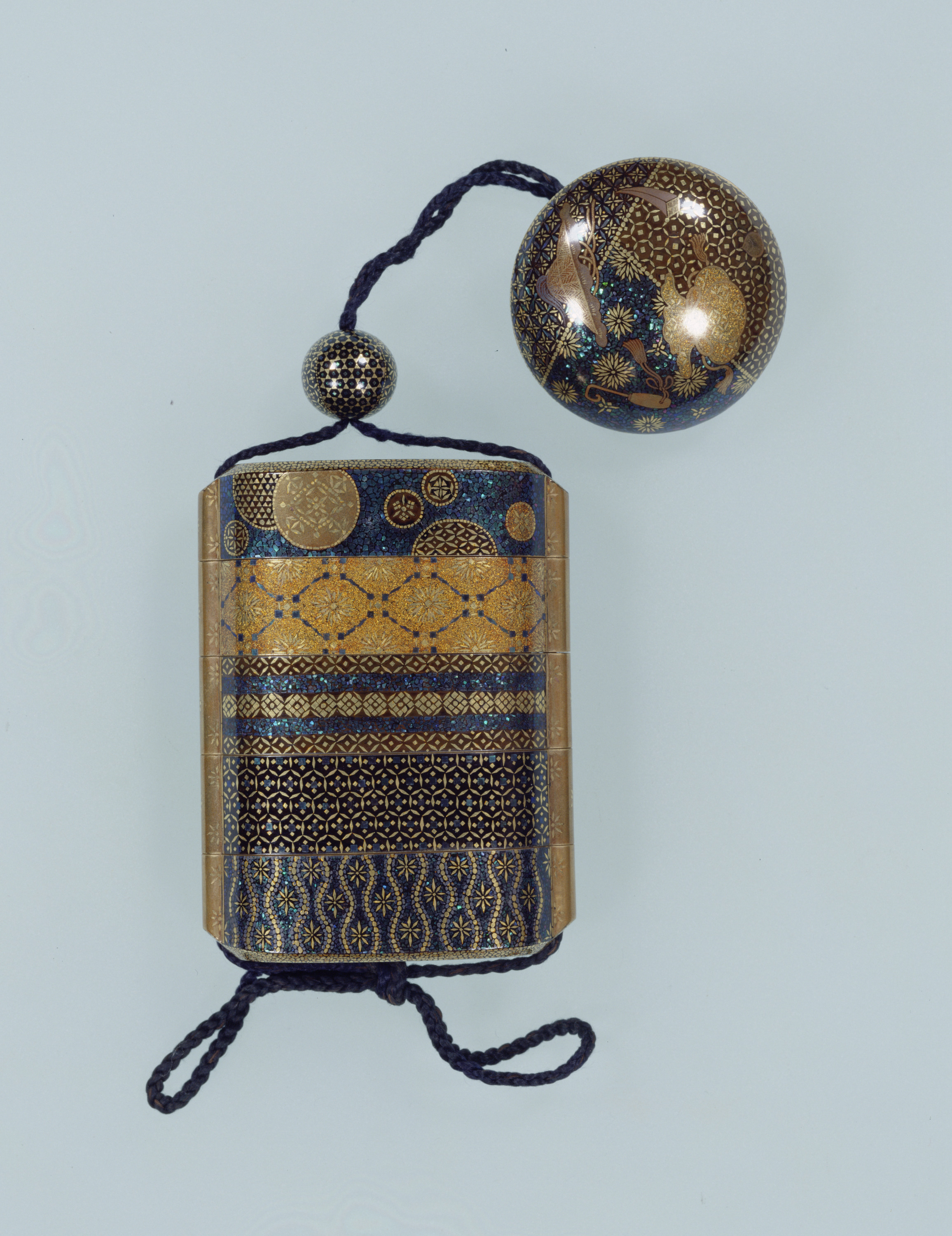
اینرو، طراحی الگوهای دقیقه در خاتم‌کاری مادر مروارید، مدرسه سومادا، دوره ادو، قرن ۱۹
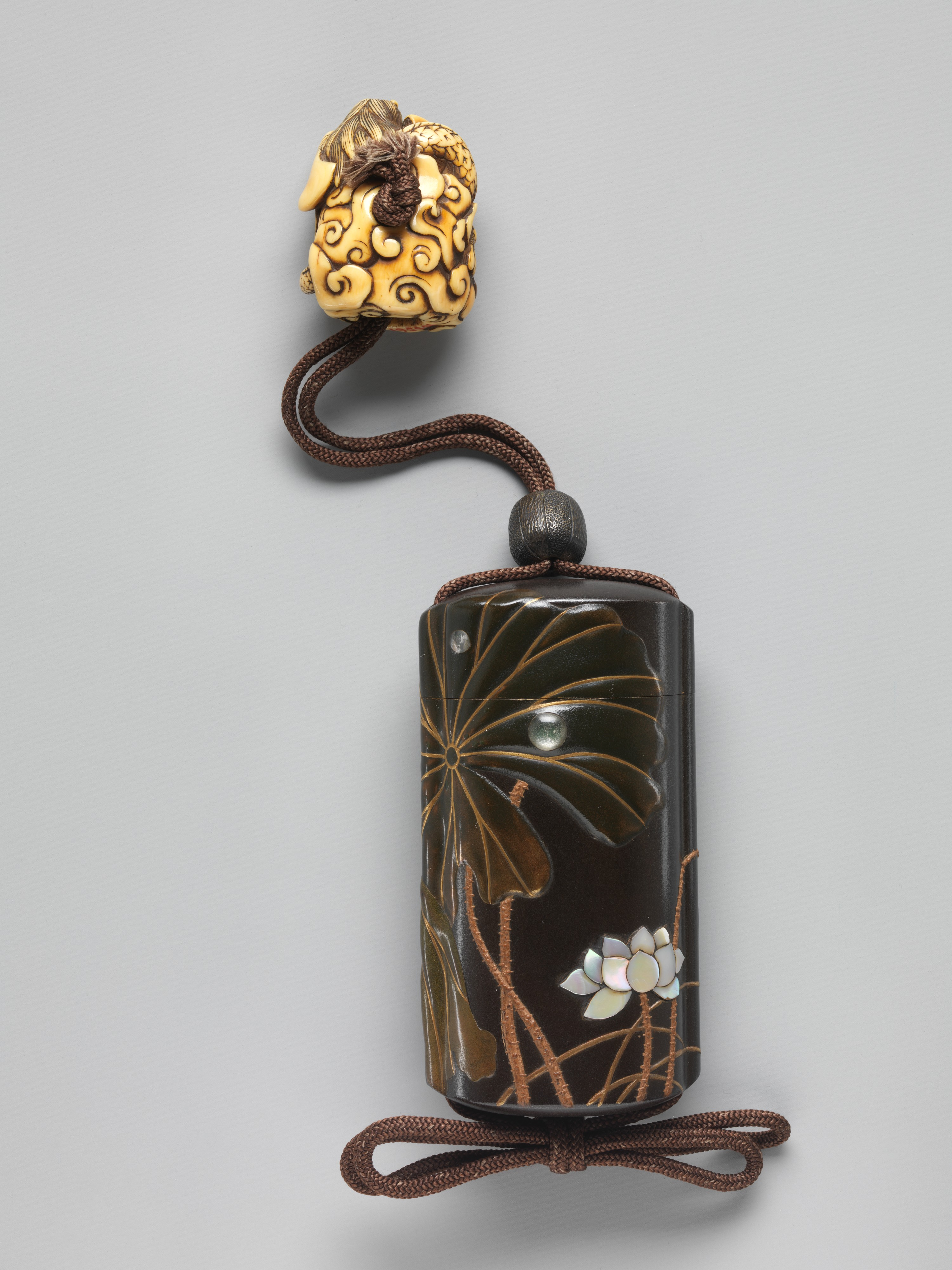
اینرو توسط شیباتا زِشین (Shibata Zeshin)، دوره میجی، قرن ۱۹
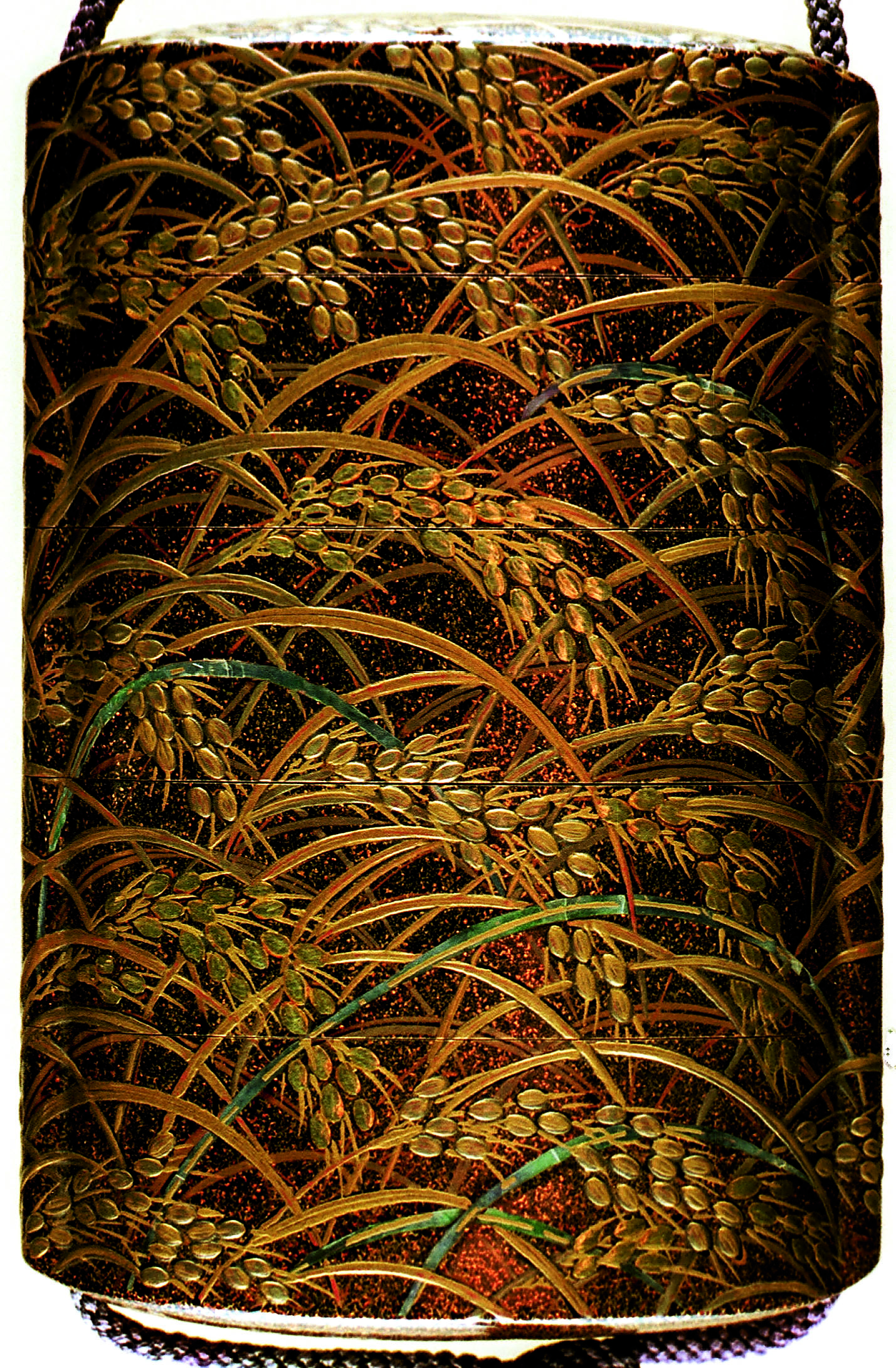
اینرو با گوش‌های برنج، توسط یامادا جوکا، قرن ۱۹
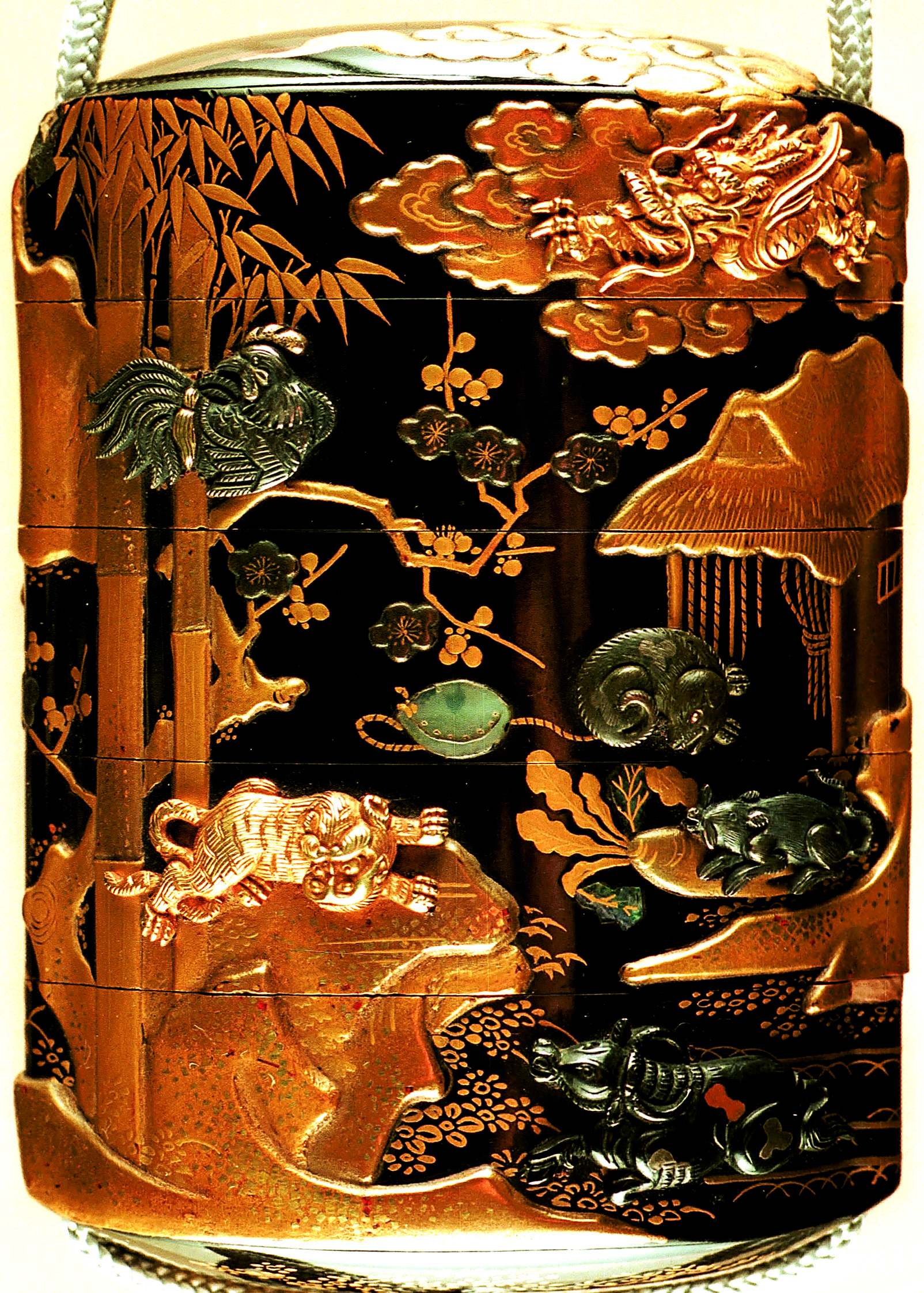
اینرو دوازده حیوان تقویمی در چشم انداز، قرن ۱۹